# Жан II де Гранпре

Графство Гранпре на карте Франции XII века (восток Шампани)

Жан II де Гранпре (фр. Jean II de Grandpré; после 1305 — 1373/1375) — граф Гранпре с 1313/1314 года.

## Биография
Сын Жана II де Гранпре и Жанны д’Элуа. Наследовал отцу после его смерти в 1313 или 1314 году. До 1324 года находился под опекой сначала Анри дю Буа (родственника), потом матери.
Хартией от 1 октября 1347 года подтвердил привилегии города Гранпре, дарованные графом Генрихом IV в 1213 году.
Последний раз прижизненно упоминается в документе, датированном 3 июня 1373 года. Вероятно, что он умер вскоре после.
Историки предполагают, что Жан II де Гранпре был женат дважды. О первом браке ничего не известно. Вторая жена (1348) — Катерина де Шатильон (ум. 1383), дама д’Айли, вдова Жана де Пикиньи сеньора д’Айли, дочь Гуго де Шатильона-сюр-Марн, сеньора де Лёз.
Дети от Катерины де Шатильон:
- Эдуар I (ум. 1396), граф Гранпре;
- Ферри (убит в Париже в 1418 году во время восстания).

После смерти мужа хартией от 27 января 1376 года Катерина де Шатильон разделила его владения на 3 части. Она сама и старший сын Эдуар получали графство Гранпре, а Ферри — сеньории Верпель, Вонк и Катр-Шан.